# Ishin-denshin
Ishin-denshin (em japonês: 以心伝心) é um ditado japonês de tradição zen-budista que significa “transmissão de coração para coração”, “transmissão sem palavras” ou “transmissão de mente para mente”.

## Origem budista
Conta a tradição que a origem do zen-budismo tem como marco uma transmissão sem palavras conhecida, hoje, como O Sermão da Flor. Nessa história, o Buda histórico, Sidarta Gautama, teria se mantido por um longo período em silêncio, apenas contemplando uma flor, diante de uma assembléia de discípulos ávidos pelos seus ensinamentos. Momento no qual um deles, Mahakashyapa, irrompeu o silêncio com um riso ao compreender o sentido inexprimível da flor e da existência. Correspondendo ao riso, Buda teria dito:
| “ | Eu possuo o Tesouro do Correto Dharma e a Maravilhosa Mente de Nirvana (Shobogenzo Nehan Myoshin) e agora o transmito a você. | ” |